# Avicularia fasciculata clara
Avicularia fasciculata là một phân loài nhện trong họ Theraphosidae.
Loài này thuộc chi Avicularia. Avicularia fasciculata clara được Embrik Strand miêu tả năm 1907.